# III. Miklós pápa
A III. Miklós (Róma, 1216 – Viterbo, 1280. augusztus 22.) nevet vette fel uralkodói névként a római katolikus egyház 188. pápája. Miklós rövid pontifikátusáról a források úgy emlékeznek meg mint egy olyan ember uralkodásáról, aki politikusként nagyobb karriert futott be a Szentszék élén, mint egyházfőként. A Róma két legbefolyásosabb családjának frigyéből született Miklós nagy eredményeket ért el az egyház itáliai hatalmát illetően. Kétes kimenetelű ügyletei mellett Magyarország történelméhez is jelentős szálak fűzték.

## Élete és pályafutása a pápai trón előtt
Hozzávetőleg 1216-ban látta meg a napvilágot Giovanni Gaetani Orsini néven. Hosszú nevében a római nemesek két befolyásos családjának jegye is szerepel. Apja, Matteo Rosso Orsini az Orsini-család leszármazottjaként az örök város legillusztrisabb hivatalait töltötte be, aki több éven át Róma szenátusának vezetője volt, és a pápai seregek mellett a város fegyvereseit is többször vezette az egyházfő oldalán II. Frigyes német-római császár hadai ellen. Anyja, Perna Gaetana pedig az ősi Gaetani család sarja volt. Az egyház mellett mélyen elkötelezett család előtt tehát nem is volt vitás, hogy gyermekük egyházi pályára lép. Noha iskoláiról nem maradt fenn sok adat, de szinte bizonyos, hogy a ferences rend irányítása alatt fejlődött a szelleme. Atyja ugyanis személyes jó barátja volt Assisi Szent Ferencnek, akinek rendjébe is belépett, harmadrendű tagként. A ferencesek egyébként nem csupán gyermekkorában játszottak meghatározó szerepet, hanem később, egyházi karrierjének csúcsán is.
IV. Ince pápa örömmel karolta fel az ifjú Giovanni egyházi pályáját, hiszen apja igen jelentős segítséget nyújtott neki hatalma stabilitásában. Ince 1244. május 28-án a San Nicola in Carcere Tulliano-templom címzetes bíboros-diakónusává szentelte fel, és hálája jeléül birtokokat adományozott Giovanninak York, Laon és Soissons környékén. Később az ő kezébe került két római templom (a San Lorenzo in Damaso, és a San Crisogono) pénzügyeinek kezelése. 1244-ben IV. Ince kíséretében volt, amikor az egyházfő Róma elhagyására kényszerült. Először Genovában, majd Lyonban keresett menedéket. 1252-ben a pápa Firenzébe küldte, hogy ott tegyen pontot a guelfek és ghibellinek harcaira. Ez ugyan sikertelen maradt, mégis IX. Lajos francia király és Anglia között sikerült közelebb hozni a békét. Tisztasága, megvesztegethetetlensége miatt kivívta a bíborosi kollégium tiszteletét. Ez egyben befolyásának növekedését is jelentette. Ez olyannyira igaz, hogy 1261-ben IV. Orbán pápa megválasztásában főszerepet játszott. Orbán 1262-ben a pápai inkvizíció élére nevezte ki, majd egy évvel később a ferences rend védnökévé tette meg. IV. Kelemen pápa uralkodása alatt annak a négy bíborosnak az egyike volt, akik Anjou Károlyt 1265-ben Szicília és Nápoly királyává koronázták. Később az ő hatására választották meg egyházfőnek X. Gergelyt, majd XXI. Jánost is. Utóbbi kinevezte őt a pápai kúria kancellárjává, majd a Szent Péter-bazilika archipresbitere lett. A főként tudományaival foglalatoskodó pápa rövid uralkodása alatt gyakorlatilag az ő kezébe került az egyház irányítása. Éppen ezért nem volt meglepő, hogy amikor XXI. Jánost eltemették, mintegy féléves konklávé után Viterbóban 1277. november 25-én a háttérből irányító Giovanni bíborost választották meg egyházfőnek, aki felvette a III. Miklós nevet.

## Miklós néven Szent Péter trónján

### Itália kiváló politikusa
Miklós trónra lépését követően nagy buzgalommal látott neki az égető pápai feladatoknak. Első és legfontosabb politikai célkitűzésének tartotta a pápai hatalom itáliai hatalmának megerősítését és a béke helyreállítását. Római származásúként szülővárosának politikai viszonyait akarta legelőször rendezni. Az örök városban már több évtizede két pártra szakadt a nemesség. Az egyik párt a világi hatalmat támogatta, míg a másik a pápák trónját. Azonban a múlt politikai eseményei nem segítettek Szent Péter trónjának örökösének hatalma megszilárdításában, sőt mi több a pápai udvar már évek óta inkább a közeli Viterbo városában székel, mint a zavaros Rómában. A helyzetet csak nehezítette, hogy a hajdan egy korona alá vont északi német területek és a szicíliai királyság területe különvált. Északon II. Rudolf német-római császár csak saját családi birtokának növelésével törődött, míg délen Anjou Károly, szicíliai király saját királyságát a pápa birtokainak rovására akarta kiterjeszteni. Károly titkos vágya az volt, hogy Rómát is birodalmához csatolja. Az energikus Miklós pápa azonban útját állta Károly törekvéseinek. Az egyházfő alkotmányt adott a város vezetésének, amelyben megtiltotta, hogy bármiféle külföldi egyén hivatalt viseljen a városban. Különös hangsúllyal emelte ki a császár és az Anjouk leszármazottait ezen külföldiek sorában. Ezután kiváló politikai érzékkel beszédet intézett a római néphez, és sikerült elnyernie a tömegek támogatását. A római nemesség nem tehetett mást, elfogadta Miklós alkotmányát. Ez egyúttal azt is jelentette, hogy Anjou Károlyt, aki akkoriban a szenátus feje volt, lemondatták hivataláról. Károly nem tudott hathatós választ adni a pápa provokálására, hiszen a királynak akkoriban szüksége volt a Szentszék támogatására, hiszen Habsburg Rudolf császár még mindig a német korona országának tekintette Szicíliát. Ezt a helyzetet használta ki Miklós, amikor rávette Károlyt, hogy mondjon le Toszkána régensi rangjáról. Ezzel a közép-itáliai terület újra a pápa befolyása alá került.
Ennél sokkal fontosabb volt Miklós és Rudolf kapcsolata. A pápák közül elsőként Miklós ismerte fel, hogy a korábbi Hohenstauf császárokkal való kapcsolat egészen más alapokra helyeződött át. A trónra lépő Habsburg uralkodó nem igazán törődött a birodalom egészével. Rudolf rádöbbent, hogy a császári cím immár nem jelent akkora hatalmat, mint korábban, viszont kiváló alkalmat jelenthet saját birtokainak növelésére. Ez kétféle hatással is volt a pápai hatalomra. Egyrészt a pápaság elveszítette világi támaszát, hiszen Rudolfnak már esze ágában sem volt az egyház védelmezőjének szerepében díszelegni, és már a császári koronázás lehetősége is hidegen hagyta. Másrészt viszont Rudolf nem ragaszkodott olyan görcsösen az itáliai birtokokhoz, amelyek mindig vitatott területek voltak a pápa és a császár között. Miklós ez utóbbit ismerte fel és használta ki kiválóan. 1278-ban a pápának sikerült elérnie, hogy a császár minden jogát feladja Romagna és Ravenna birtokain. Rudolf a császári jogokat Miklósra és utódaira hagyományozta. Ezzel a Pápai állam újra tekintélyes méreteket öltött. A változásokat a birodalmi hercegek is elismerték. Március 12-én egyik unokaöccsét, Latinot Romagna püspökének, majd bíborosának szentelte fel. Később egy másik unokaöccsét, Betholdot a tartomány grófjának tette meg. Ezek után Miklós ellenfelei gyakran vádolták őt meg nepotizmussal. 

Miklós munkásságához köthető végül több szerződés is, amely a nemzetközi politikában leginkább a béke előmozdítására született meg. 1280-ban jött létre Rudolf és Anjou Károly között a megállapodás, miszerint Rudolf elismeri Károlyt Szicília szuverén uralkodójának. Ezt megerősítendő Rudolf Provence és Forcalquier tartományát adta ajándékba az Anjou uralkodónak. Cserébe viszont Károlynak hűbéresküt kellett tennie a császár előtt és ígéretet is tett, hogy trónjának örököse feleségül veszi Rudolf leányát, Clementinát. De a sikerek mellett Miklós kudarcokat is átélt. Ilyen maradt békeközvetítése Kasztília és Franciaország között. 1278-ban a tatár kán, Abaga levelében hittérítőket kért országa számára Miklóstól. A pápa örömmel teljesítette a kán kérését, és öt ferences szerzetest küldött Perzsiába, majd Kínába. A ferencesekkel már korábban is kiváló kapcsolatokat ápoló Miklós az egyház élén sem feledkezett meg közeli barátjairól, és segített amint a rend válságba került. 1279. augusztus 14-én a pápa kiadta Exiit qui seminat kezdetű bulláját, amelyben meghatározta a rend alapszabályát, és ezzel véget vetett a ferencesek közötti vitáknak. Mind a mai napig ez az alkotmány van használatban a rendnél kisebb változtatásokkal.

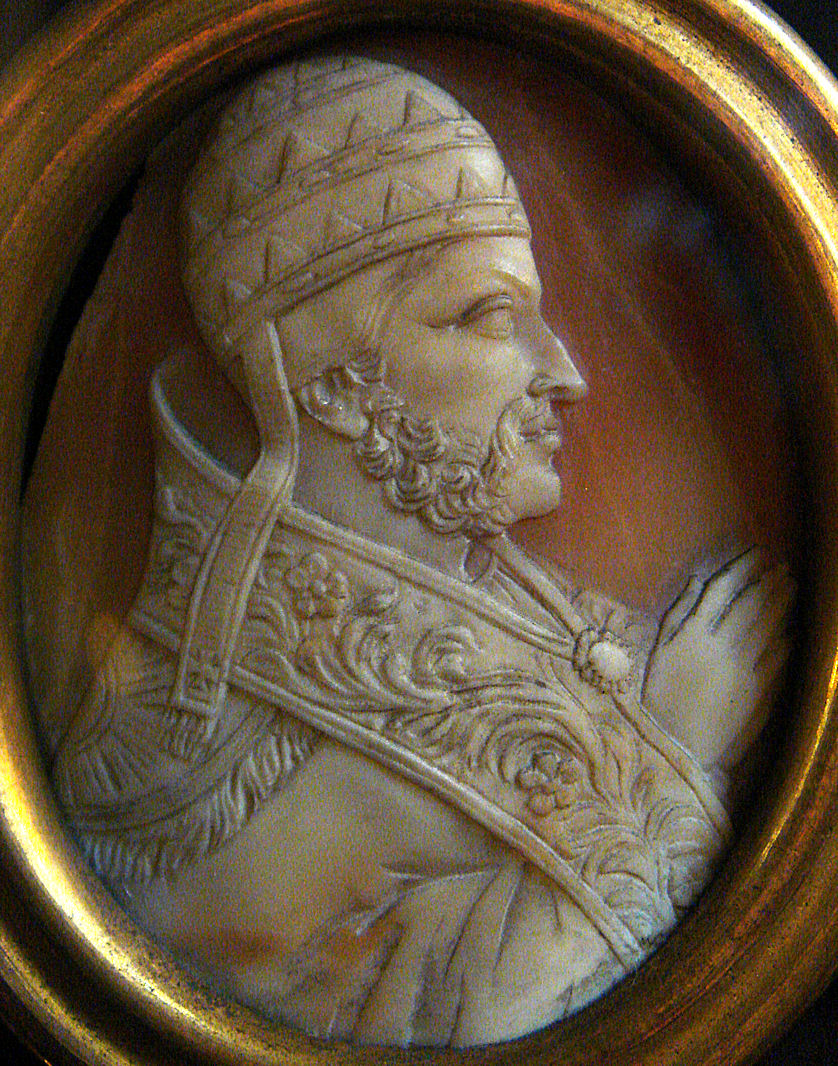
III. Miklós pápa

### A magyar trón távolodása
Miklós igyekezett a keresztény hit védelmében és erkölcsi tanításaiban mindenhol következetesen eljárni. Az Árpád-ház irányította Magyarország igen fontos szerepet játszott a korabeli nemzetközi politikában, és a katolikus egyház szervezetében is. Éppen ezért Miklós rossz szemmel nézte az 1272-ben a trónra lépő IV. László uralkodását, aki 1278-ban teljes fordulatot vett politikájában. A korabeli Magyarország vezetésében László csak nehezen tudta visszaszerezni a tényleges hatalmat a báróktól. Ebben nagymértékben támaszkodott a magyar egyházra. Éppen ezért a pápa rosszallását vívta ki, amikor a király a pogány kunokkal épített ki szövetséget és szorosabb kapcsolatot. László elhagyta feleségét, aki Anjou Károly leánya volt, és kun szeretőt tartott. Erkölcsi romlása végül Rómában is döntés elé állította Miklóst. Személyes utazást tervezett Magyarországra, azonban itáliai birtokainak növelése miatt ezt kénytelen volt elhalasztani. 1279-ben Fülöpöt, Fermo püspökét nevezte ki pápai legátusává, és elküldte őt Budára, hogy visszatérítse Lászlót a helyes útra. 

A király nagy tisztelettel fogadta a legátust, hiszen úgy tudta, hogy Fülöp a királyi hatalom megerősítése érdekében érkezett magyar földre. Azonban Miklós követének leginkább a kunok megtérítése volt a célja. Fülöp hamar erőszakos térítésbe kezdett a pogány kunok körében, és 1279 nyarán kikényszerítette a kun-törvény kiadását, amely elvette a kunok kiváltságait és előírta azok keresztelkedését. A törvény végrehajtását nem akarta teljesíteni a király. László döntésében nemcsak az játszott szerepet, hogy számára igen kedves volt ez a nép, hanem az is, hogy a kunok jelentős fegyveres erővel támogatták őt a bárók elleni küzdelemben. Az 1279. szeptember 14-én kezdődő budai zsinaton Fülöp és László ellentéte végleg elmérgesedett, így a legátus októberben kiközösítette Lászlót az egyházból. Az adott politikai helyzetben László nem térhetett ki Fülöp fenyegetése elől, hiszen ha az egyházi átkot a pápa is megerősíti, az trónja elvesztését jelentheti. Így László esküt tett a követnek, hogy betarttatja a törvényt, azonban 1280 januárjában parancsot adott a kunoknak, hogy fogják el Fülöpöt. A fogságba került legátus hírére Miklós pápai levélben fenyegette meg Lászlót. De az uralkodó már nem kaphatta meg a levelet, ugyanis a magyar főurak elfogták a koronás főt. A kunok végül szabadon engedték Fülöpöt, aki a fogságban tartott Lászlótól újabb esküt kényszerített ki. Az uralkodó megfogadta, hogy többé nem vét a főurak és az egyház ellen, és betartja a törvényeket. Ennek hallatán a kunok fellázadtak László uralma ellen, akiket a királyi seregek levertek.

Miklós tehát Magyarországon is sikeres politikával küzdött céljai elérése végett. Hosszabb távon azonban úgy látta biztosítottnak az egyház helyzetét, ha a magyar érsekeket további jogokkal ruházza fel. A budai zsinaton Fülöp több korábbi egyházi jogot is megerősített, és további egyházfegyelmi döntéseket foganatosított. Miklós pedig kiemelt szerepet adott Esztergom és Kalocsa érsekének a kunok térítésében és a keresztény hit sértetlenségének fenntartásában.

### Keleti kérdések
Miklós határokon átívelő politikájának egyik fő sarokpontja volt a keleti egyházakkal fenntartott kapcsolat. A két keresztény egyház 1274-ben, a második lyoni zsinaton közeledett egymáshoz VIII. Mihály bizánci császár követeinek nyilatkozata alapján. A két egyház azonban mindössze politikai alapon egyezett meg az újraegyesülésről. A császár az egyesüléstől katonai és politikai támogatást várt a szeldzsuk törökök elleni háborúkhoz. A görög klérusnak és főként a görög népnek azonban más volt a véleménye. Ők nem voltak hajlandóak alávetni magukat Róma fennhatóságának. Miklós követeket küldött Konstantinápolyba, hogy ott a császár újra megerősítse a Lyonban tett ígéretét. Mihály ezt meg is tette, azonban a görögök előtt az utolsó csepp volt a pohárban, hogy a szerződés alapján a pápa bármely keleti hitelvet megvétózhatta, ha azt az egyesült tanok ellen valónak vélte. A követek ott-tartózkodása alatt lázongások törtek ki a császár ellen Bizáncban. A két egyház egyesülésének újabb bukása azonban nem Miklós pontifikátusához köthető. Ráadásul a császár álmai is meghiúsulni látszódtak. Miklós keresztes felhívására a háborúkba keveredett európai uralkodók nem válaszoltak, és ezzel elmaradt a Bizánc által várt katonai segítség.

### Halála és utóélete
Miklós, a kiváló politikus pápa 1280. augusztus 22-én halt meg a Viterbóhoz közeli Sorianóban szívinkfartus következtében. A pápa életútja jelentős nyomokat hagyott Róma városában is. A lateráni pápai palota felújítása mellett kiemelkedik a mai értelemben körülhatárolt Vatikán megépítése. Ő volt az első egyházfő, aki átköltözött a megnagyobbított vatikáni palotába. A vatikáni dombon építtetett állandó pápai palotát, és ő alakíttatta ki a mai vatikáni kertek elődjét. A Szent Péter-bazilikában helyezték örök nyugalomra, az általa építtetett Szent Miklós-kápolnában.
Dante az Isteni színjátékában a Pokolba helyezte nepotizmusáért és fösvénységéért. Dante a pokol nyolcadik körében találkozik Miklóssal, ahol a szimónia bűnét elkövetők szenvedtek. A lángokban égő pápa ennek a körnek a főbűnöseként jelenik meg, aki megjósolta VIII. Bonifác pápa és V. Kelemen pápa csúfos uralkodását is.

## Művei
- Documenta Catholica Omnia (latin nyelven). (Hozzáférés: 2011. december 6.)